# Mutal Burhonov
Mutal Burhonov (usbekisch Мутаваккил (Мутал) Бурҳонов, Transkription Mutavakkil (Mutal) Burhonov; russisch Мутаваккиль (Муталь) Музаинович Бурханов, Transkription Mutawakkil (Mutal) Musainowitsch Burchanow; geboren am 22. Apriljul. / 5. Mai 1916greg. in Buchara; gestorben am 15. Juni 2002 ebenda) war ein usbekischer Komponist.

## Leben
Burhonov absolvierte 1932 das wissenschaftliche Forschungsinstitut für Musik und Choreografie in Samarkand. Er begann als  Tanbur-Spieler in Taschkent am Drama-Theater, benannt nach Hamza, und wirkte dort später als musikalischer Leiter. Er studierte bis zum Abschluss 1949 am Moskauer Konservatorium Komposition bei Boris Semjonowitsch Schechter und Sergei Nikiforowitsch Wassilenko sowie Dirigieren bei Grigori Arnoldowitsch Stoljarow (1892–1963).
Er war 1950–1951 künstlerischer Leiter bei Radio Taschkent und von 1955 bis 1960 Vorsitzender des usbekischen Komponistenverbands.
Sein kompositorisches Werk umfasst eine Oper, Orchester-, Kammer- und vor allem Vokalmusik, darunter Kantaten, Romanzen und Lieder, sowie Musik für Theater und Kino. Burhonov komponierte zudem 1947 die Melodie für die Hymne der Usbekischen SSR, die auch nach der Unabhängigkeit als Melodie der Usbekischen Nationalhymne zu einem neuen Text weiterverwendet wird.
Burhonov starb 2002. Postum wurde ihm 2016 eine Dokumentation über sein Leben gewidmet.

## Weblink
- Mutal Burhonov. In: Staatliches Konservatorium Usbekistans (usbekisch, russisch, englisch)